# 1504 Lappeenranta
1504 Lappeenranta је астероид главног астероидног појаса са пречником од приближно 12,70 .
Афел астероида је на удаљености од 2,779 астрономских јединица (АЈ) од Сунца, а перихел на 2,017 АЈ.
Ексцентрицитет орбите износи 0,159, инклинација (нагиб) орбите у односу на раван еклиптике 11,043 степени, а орбитални период износи 1356,851 дана (3,714 године).
Апсолутна магнитуда астероида је 11,88 а геометријски албедо 0,193.
Астероид је откривен 23. марта 1939. године.